# 科西夫 (伊凡諾-法蘭科夫斯克州)
科西夫（羅馬化：Kosiv；亦译为科索夫）是乌克兰西部伊万诺-弗兰科夫斯克州科西夫区科西夫市镇内的城市，为该区及该市镇的行政中心。該市距離州府伊萬諾-弗蘭科夫斯克73公里。始建於1424年，面積11.38平方公里，海拔高度362米，2022年人口数量为8,351人。

## 图集

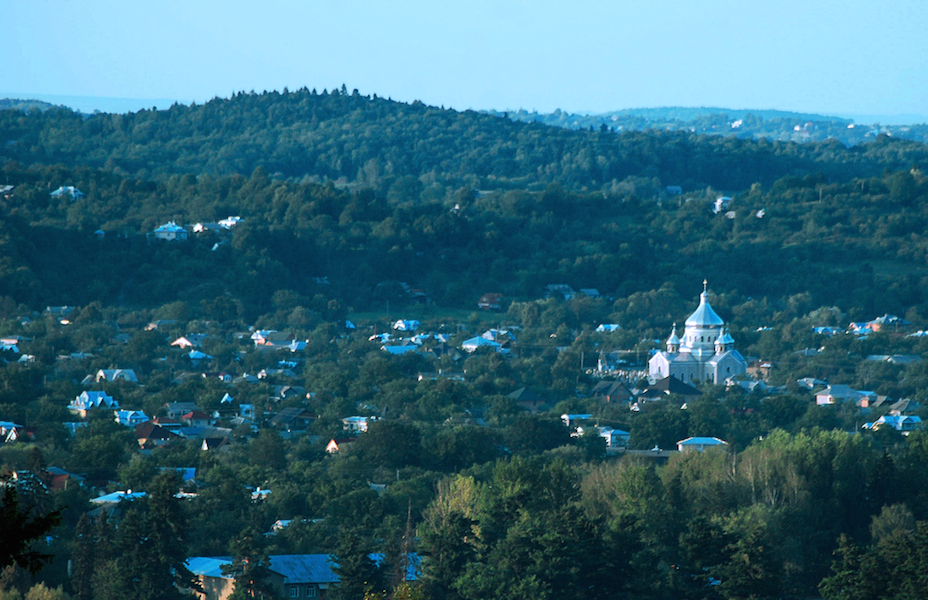

## 備註
1. ↑  俄语：，羅馬化：Kosov